# Sophie Bohrer
Sophie Bohrer, född 1828, död 1849, var en tysk pianist. 

## Biografi
Sophie Bohrer var dotter till violinisten Anton Bohrer. Hon arbetade som pianist och kallades en kvinnlig Liszt.  Bohrer var en av den tidens mest ansedda kvinnliga pianospelare och arbetade under en tid i Sankt Petersburg.